# Горюшка
Горюшка — деревня в Сергиево-Посадском районе Московской области России, входит в состав сельского поселения Селковское.

## Население
| 1835 | 1850 | 1857 | 1859 | 1895 | 1905 | 1926 | 2002 |
| ---- | ---- | ---- | ---- | ---- | ---- | ---- | ---- |
| 112  | ↗115 | ↗116 | ↗128 | ↗163 | ↘139 | ↘124 | ↘4   |
| 2006 | 2010 |      |      |      |      |      |      |
| →4   | ↗5   |      |      |      |      |      |      |

## География
Деревня Горюшка расположена на севере Московской области, в северо-восточной части Сергиево-Посадского района, примерно в 89 км к северу от Московской кольцевой автодороги и 37 км к северу от станции Сергиев Посад Ярославского направления Московской железной дороги, по правому берегу безымянного правого притока реки Сухмани.
В 6 км к западу от деревни проходит автодорога Р104, в 18 км юго-восточнее — Ярославское шоссе М8, в 29 км к югу — Московское большое кольцо А108. Ближайшие населённые пункты — деревни Мардарьево и Сорокино.

## История
В «Списке населённых мест» 1862 года — владельческая деревня 2-го стана Переяславского уезда Владимирской губернии по правую сторону Углицкого просёлочного тракта, от границы Александровского уезда к Калязинскому, в 42 верстах от уездного города и 46 верстах от становой квартиры, при ручье Сукмань, с 14 дворами и 128 жителями (69 мужчин, 59 женщин).
По данным на 1895 год — деревня Хребтовской волости Переяславского уезда с 163 жителями (80 мужчин, 83 женщины). Основными промыслами населения являлись возка лесного материала из соседних лесных дач в Сергиевский посад и пилка дров, 2 человека уезжало в качестве фабричных рабочих на отхожий промысел в Москву и уезды.
По материалам Всесоюзной переписи населения 1926 года — деревня Власовского сельсовета Хребтовской волости Сергиевского уезда Московской губернии в 14 км от Угличско-Сергиевского шоссе и 48 км от станции Сергиево Северной железной дороги; проживало 124 человека (60 мужчин, 64 женщины), насчитывалось 23 хозяйства (20 крестьянских).
С 1929 года — населённый пункт Московской области в составе:
- Власовского сельсовета Константиновского района (1929—1954)[13],
- Хребтовского сельсовета Константиновского района (1954—1957)[14],
- Хребтовского сельсовета Загорского района (1957—1959)[15],
- Торгашинского сельсовета Загорского района (1959—1963, 1965—1991)[16][17],
- Торгашинского сельсовета Мытищинского укрупнённого сельского района (1963—1965)[17][18],
- Торгашинского сельсовета Сергиево-Посадского района (1991—1994)[18],
- Торгашинского сельского округа Сергиево-Посадского района (1994—2006)[19],
- сельского поселения Селковское Сергиево-Посадского района (2006 — н. в.)[20][21].